# Phyllachora selenospora
Phyllachora selenospora är en svampart som beskrevs av Speg. 1889. Phyllachora selenospora ingår i släktet Phyllachora och familjen Phyllachoraceae.   Inga underarter finns listade i Catalogue of Life.